# Иодо(пентакарбонил)рений
Иодо(пентакарбонил)рений — комплексное соединение,
карбонильный комплекс рения
состава Re(CO)5I,
белые кристаллы.

## Получение
- Карбонилирование монооксидом углерода под давлением  продуктов реакции иода и декакарбонилдирения:

{\displaystyle {\mathsf {Re_{2}(CO)_{10}+I_{2}\ {\xrightarrow {100^{o}C}}\ {\begin{matrix}{\mathsf {Re(CO)_{5}I}}\\{\mathsf {[Re(CO)_{4}I]_{2}+2CO}}\end{matrix}}}}}
{\displaystyle {\mathsf {[Re(CO)_{4}I]_{2}+2CO\ {\xrightarrow {150^{o}C,300bar}}\ 2Re(CO)_{5}I}}}
- Карбонилирование гексаиодоренита калия в присутствии меди.

## Физические свойства
Иодо(пентакарбонил)рений образует белые, устойчивые на воздухе, кристаллы.
Возгоняется в высоком вакууме при 60°С.

## Химические свойства
- Димеризуется при нагревании в вакууме:

{\displaystyle {\mathsf {2Re(CO)_{5}I\ {\xrightarrow {>60^{o}C}}\ [Re(CO)_{4}I]_{2}+2CO}}}